# IDCSP

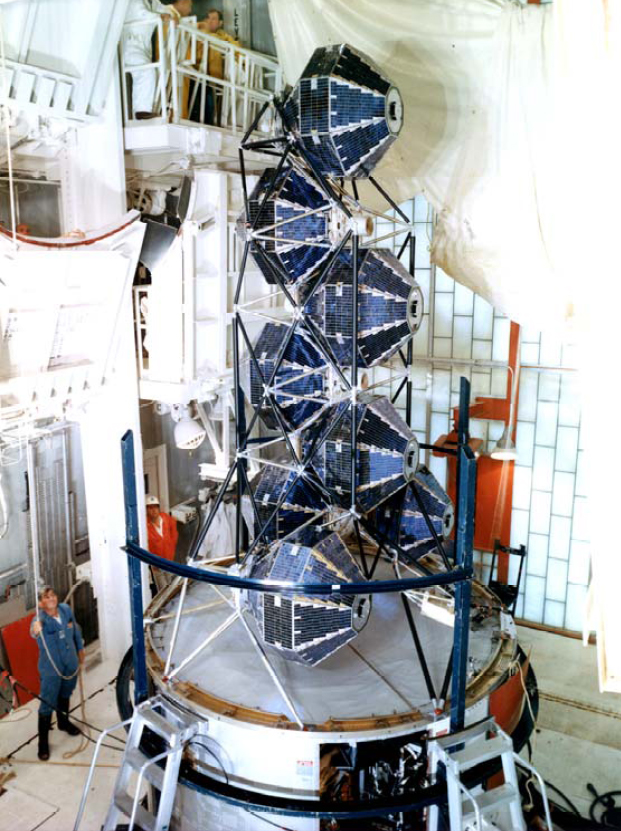
Oito satélites IDCSP na preparação de pré-lançamento a bordo de um foguete Titan 3C.

IDCSP (sigla de Initial Defense Communication Satellite Program ou Interim Defense Communication Satellite Program) foi um programa da Força Aérea dos Estados Unidos de meados e finais da década de 1960 para estabelecer o primeiro sistema de comunicações por satélites em órbita geoestacionária. Considera-se o IDCSP a primeira fase do mais amplo programa DSCS (Defense Satellite Communications System) e foi o sucessor do programa cancelado ADVENT.
Os satélites IDCSP eram estabilizados por rotação e tinham forma de poliedro de 26 faces e 86 cm de diâmetro, com uma massa total de 45 kg. Sua superfície estava coberta de células solares. Por simplicidade, os satélites não tinham baterias ou sistema ativo de controle de atitude. As transmissões tiveram lugar através de um único transponder em banda X com uma largura de banda de 26 MHz. Todos os satélites IDCSP superaram a expectativa de vida de três anos, sendo desativados depois de seis anos de funcionamento.
Os IDCSP eram lançados por foguetes Titan 3C colocando até oito satélites ao mesmo tempo em órbitas ligeiramente abaixo da órbita geoestacionária para permitir levar até 30 graus por dia, a fim de que a falha de um deles possa ser compensado pelo movimento de todos os outros. Foram usados, por exemplo, durante a Guerra do Vietnã, para transmitir fotos e outros dados.

## Histórico de lançamentos
Todos os satélites IDCSP foram lançados por foguetes Titan 3C a partir da plataforma de lançamento 41 da Estação da Força Aérea de Cabo Canaveral.
| Satélite | Data                  | Resultado | Notas                                                                                |
| -------- | --------------------- | --------- | ------------------------------------------------------------------------------------ |
| IDCSP 1  | 16 de junho de 1966   | Sucesso   | Primeiro lançamento de um IDCSP.                                                     |
| IDCSP 2  | 16 de junho de 1966   | Sucesso   | Primeiro lançamento de um IDCSP.                                                     |
| IDCSP 3  | 16 de junho de 1966   | Sucesso   | Primeiro lançamento de um IDCSP.                                                     |
| IDCSP 4  | 16 de junho de 1966   | Sucesso   | Primeiro lançamento de um IDCSP.                                                     |
| IDCSP 5  | 16 de junho de 1966   | Sucesso   | Primeiro lançamento de um IDCSP.                                                     |
| IDCSP 6  | 16 de junho de 1966   | Sucesso   | Primeiro lançamento de um IDCSP.                                                     |
| IDCSP 7  | 16 de junho de 1966   | Sucesso   | Primeiro lançamento de um IDCSP.                                                     |
| IDCSP 8  | 26 de agosto de 1966  | Falha     | Ruptura da coifa aos 78 segundos do lançamento.                                      |
| IDCSP 9  | 26 de agosto de 1966  | Falha     | Ruptura da coifa aos 78 segundos do lançamento.                                      |
| IDCSP 10 | 26 de agosto de 1966  | Falha     | Ruptura da coifa aos 78 segundos do lançamento.                                      |
| IDCSP 11 | 26 de agosto de 1966  | Falha     | Ruptura da coifa aos 78 segundos do lançamento.                                      |
| IDCSP 12 | 26 de agosto de 1966  | Falha     | Ruptura da coifa aos 78 segundos do lançamento.                                      |
| IDCSP 13 | 26 de agosto de 1966  | Falha     | Ruptura da coifa aos 78 segundos do lançamento.                                      |
| IDCSP 14 | 26 de agosto de 1966  | Falha     | Ruptura da coifa aos 78 segundos do lançamento.                                      |
| IDCSP 8  | 18 de janeiro de 1967 | Sucesso   | Substituto para o correspondente com lançamento fracassado.                          |
| IDCSP 9  | 18 de janeiro de 1967 | Sucesso   | Substituto para o correspondente com lançamento fracassado.                          |
| IDCSP 10 | 18 de janeiro de 1967 | Sucesso   | Substituto para o correspondente com lançamento fracassado.                          |
| IDCSP 11 | 18 de janeiro de 1967 | Sucesso   | Substituto para o correspondente com lançamento fracassado.                          |
| IDCSP 12 | 18 de janeiro de 1967 | Sucesso   | Substituto para o correspondente com lançamento fracassado.                          |
| IDCSP 13 | 18 de janeiro de 1967 | Sucesso   | Substituto para o correspondente com lançamento fracassado.                          |
| IDCSP 14 | 18 de janeiro de 1967 | Sucesso   | Substituto para o correspondente com lançamento fracassado.                          |
| IDCSP 15 | 18 de janeiro de 1967 | Sucesso   |                                                                                      |
| IDCSP 16 | 1 de julho de 1967    | Sucesso   |                                                                                      |
| IDCSP 17 | 1 de julho de 1967    | Sucesso   |                                                                                      |
| IDCSP 18 | 1 de julho de 1967    | Sucesso   |                                                                                      |
| IDCSP 19 | 1 de julho de 1967    | Sucesso   | Satélite experimental destinado a testar a implantação de uma antena mais eficiente. |
| IDCSP 20 | 13 de junho de 1968   | Sucesso   |                                                                                      |
| IDCSP 21 | 13 de junho de 1968   | Sucesso   |                                                                                      |
| IDCSP 22 | 13 de junho de 1968   | Sucesso   |                                                                                      |
| IDCSP 23 | 13 de junho de 1968   | Sucesso   |                                                                                      |
| IDCSP 24 | 13 de junho de 1968   | Sucesso   |                                                                                      |
| IDCSP 25 | 13 de junho de 1968   | Sucesso   |                                                                                      |
| IDCSP 26 | 13 de junho de 1968   | Sucesso   |                                                                                      |
| IDCSP 27 | 13 de junho de 1968   | Sucesso   | Último lançamento de um IDCSP.                                                       |